# Üzbegisztán a 2016. évi nyári olimpiai játékokon
Üzbegisztán a brazíliai Rio de Janeiróban megrendezett 2016. évi nyári olimpiai játékok egyik részt vevő nemzete volt. Az országot az olimpián 13 sportágban 70 sportoló képviselte, akik összesen 13 érmet szereztek.

## Érmesek
| Érem  | Versenyző              | Sportág    | Versenyszám              |
| ----- | ---------------------- | ---------- | ------------------------ |
| Arany | Hasanboy Dusmatov      | Ökölvívás  | Férfi papírsúly          |
| Arany | Shakhobidin Zoirov     | Ökölvívás  | Férfi légsúly            |
| Arany | Fazliddin Gʻoibnazarov | Ökölvívás  | Férfi kisváltósúly       |
| Arany | Ruslan Nurudinov       | Súlyemelés | Férfi 105 kg             |
| Ezüst | Shakhram Giyasov       | Ökölvívás  | Férfi váltósúly          |
| Ezüst | Bektemir Melikuziev    | Ökölvívás  | Férfi középsúly          |
| Bronz | Elmurat Taszmuradov    | Birkózás   | Férfi kötöttfogás, 59 kg |
| Bronz | Ikhtiyor Navruzov      | Birkózás   | Férfi szabadfogás, 65 kg |
| Bronz | Mogamed Ibragimov      | Birkózás   | Férfi szabadfogás, 97 kg |
| Bronz | Diyorbek Urozboev      | Cselgáncs  | Férfi légsúly            |
| Bronz | Rishod Sobirov         | Cselgáncs  | Férfi harmatsúly         |
| Bronz | Murodjon Akhmadaliev   | Ökölvívás  | Férfi harmatsúly         |
| Bronz | Rustam Tulaganov       | Ökölvívás  | Férfi nehézsúly          |

## Asztalitenisz
Férfi
| Versenyző       | Versenyszám | Selejtező         | 64-es főtábla                                                | 48-as főtábla                                        | 32-es főtábla     | Nyolcaddöntő      | Negyeddöntő       | Elődöntő          | Döntő             | Helyezés |
| Versenyző       | Versenyszám | Ellenfél Eredmény | Ellenfél Eredmény                                            | Ellenfél Eredmény                                    | Ellenfél Eredmény | Ellenfél Eredmény | Ellenfél Eredmény | Ellenfél Eredmény | Ellenfél Eredmény | Helyezés |
| --------------- | ----------- | ----------------- | ------------------------------------------------------------ | ---------------------------------------------------- | ----------------- | ----------------- | ----------------- | ----------------- | ----------------- | -------- |
| Zokhid Kenyayev | Egyes       | erőnyerő          | Lubomír Jančařík (CZE) · 8–11, 11–2, 13–11, 11–6, 8–11, 11–9 | Liam Pitchford (GBR) · 3–11, 10–12, 11–8, 7–11, 4–11 | kiesett           | kiesett           | kiesett           | kiesett           | kiesett           | 33.      |

## Atlétika
Férfi
| Versenyző     | Versenyszám | Döntő         | Döntő         |
| Versenyző     | Versenyszám | Idő           | Helyezés      |
| ------------- | ----------- | ------------- | ------------- |
| Andrey Petrov | Maraton     | nem ért célba | nem ért célba |

| Versenyző         | Versenyszám   | Selejtező                | Selejtező                | Döntő    | Döntő    |
| Versenyző         | Versenyszám   | Eredmény                 | Helyezés                 | Eredmény | Helyezés |
| ----------------- | ------------- | ------------------------ | ------------------------ | -------- | -------- |
| Ruslan Kurbanov   | Hármasugrás   | érvényes kísérlet nélkül | érvényes kísérlet nélkül | kiesett  | kiesett  |
| Suhrob Khodjaev   | Kalapácsvetés | 70,11 m                  | 23.                      | kiesett  | kiesett  |
| Bobur Shokirjonov | Gerelyhajítás | érvényes kísérlet nélkül | érvényes kísérlet nélkül | kiesett  | kiesett  |
| Ivan Zaysev       | Gerelyhajítás | 77,83 m                  | 26.                      | kiesett  | kiesett  |

| Versenyző      | Versenyszám | 100 m | 100 m | Távolugrás | Távolugrás | Súlylökés | Súlylökés | Magasugrás       | Magasugrás       | 400 m         | 400 m         | 110 m gát     | 110 m gát     | Diszkoszvetés | Diszkoszvetés | Rúdugrás      | Rúdugrás      | Gerelyhajítás | Gerelyhajítás | 1500 m        | 1500 m        | Végeredmény   | Végeredmény   |
| Versenyző      | Versenyszám | Idő   | Pont  | Eredmény   | Pont       | Eredmény  | Pont      | Eredmény         | Pont             | Idő           | Pont          | Idő           | Pont          | Eredmény      | Pont          | Eredmény      | Pont          | Eredmény      | Pont          | Idő           | Pont          | Pont          | Helyezés      |
| -------------- | ----------- | ----- | ----- | ---------- | ---------- | --------- | --------- | ---------------- | ---------------- | ------------- | ------------- | ------------- | ------------- | ------------- | ------------- | ------------- | ------------- | ------------- | ------------- | ------------- | ------------- | ------------- | ------------- |
| Leonid Andreev | Tízpróba    | 11,29 | 797   | 660 cm     | 720        | 14,86 m   | 781       | nem állt rajthoz | nem állt rajthoz | nem ért célba | nem ért célba | nem ért célba | nem ért célba | nem ért célba | nem ért célba | nem ért célba | nem ért célba | nem ért célba | nem ért célba | nem ért célba | nem ért célba | nem ért célba | nem ért célba |

Női
| Versenyző             | Versenyszám | Selejtező | Selejtező | Selejtező | Előfutam | Előfutam | Előfutam | Elődöntő | Elődöntő | Elődöntő | Döntő         | Döntő         |
| Versenyző             | Versenyszám | Idő       | Hely.     | Össz.     | Idő      | Hely.    | Össz.    | Idő      | Hely.    | Össz.    | Idő           | Helyezés      |
| --------------------- | ----------- | --------- | --------- | --------- | -------- | -------- | -------- | -------- | -------- | -------- | ------------- | ------------- |
| Nigina Sharipova      | 100 m       | kiemelt   | kiemelt   | kiemelt   | 11,68    | 5.       | 49.      | kiesett  | kiesett  | kiesett  | kiesett       | kiesett       |
| Nigina Sharipova      | 200 m       |           |           |           | 23,33    | 6.       | 43.*     | kiesett  | kiesett  | kiesett  | kiesett       | kiesett       |
| Valentina Kibalnikova | 100 m gát   |           |           |           | 13,29    | 6.       | 39.*     | kiesett  | kiesett  | kiesett  | kiesett       | kiesett       |
| Natalya Asanova       | 400 m gát   |           |           |           | 1:02,37  | 8.       | 46.      | kiesett  | kiesett  | kiesett  | kiesett       | kiesett       |
| Ekaterina Tunguskova  | 10 000 m    |           |           |           |          |          |          |          |          |          | nem ért célba | nem ért célba |
| Sitora Hamidova       | 10 000 m    |           |           |           |          |          |          |          |          |          | 31:57,77      | 24.           |
| Sitora Hamidova       | Maraton     |           |           |           |          |          |          |          |          |          | 2:39:45       | 54.           |
| Marina Khmelevskaya   | Maraton     |           |           |           |          |          |          |          |          |          | 2:45:06       | 77.           |

| Versenyző         | Versenyszám | Selejtező | Selejtező | Döntő    | Döntő    |
| Versenyző         | Versenyszám | Eredmény  | Helyezés  | Eredmény | Helyezés |
| ----------------- | ----------- | --------- | --------- | -------- | -------- |
| Nadiya Dusanova   | Magasugrás  | 192 cm    | 20.       | kiesett  | kiesett  |
| Svetlana Radzivil | Magasugrás  | 194 cm    | 1.***     | 188 cm   | 13.**    |
| Yulya Tarasova    | Távolugrás  | 616 cm    | 29.       | kiesett  | kiesett  |

| Versenyző          | Versenyszám | 100 m gát | 100 m gát | Magasugrás | Magasugrás | Súlylökés        | Súlylökés        | 200 m         | 200 m         | Távolugrás    | Távolugrás    | Gerelyhajítás | Gerelyhajítás | 800 m         | 800 m         | Végeredmény   | Végeredmény   |
| Versenyző          | Versenyszám | Idő       | Pont      | Eredmény   | Pont       | Eredmény         | Pont             | Idő           | Pont          | Eredmény      | Pont          | Eredmény      | Pont          | Idő           | Pont          | Pont          | Helyezés      |
| ------------------ | ----------- | --------- | --------- | ---------- | ---------- | ---------------- | ---------------- | ------------- | ------------- | ------------- | ------------- | ------------- | ------------- | ------------- | ------------- | ------------- | ------------- |
| Ekaterina Voronina | Hétpróba    | 15,21     | 814       | 165 cm     | 795        | nem állt rajthoz | nem állt rajthoz | nem ért célba | nem ért célba | nem ért célba | nem ért célba | nem ért célba | nem ért célba | nem ért célba | nem ért célba | nem ért célba | nem ért célba |

* - egy másik versenyzővel azonos eredményt ért el

** - két másik versenyzővel azonos eredményt ért el

*** - öt másik versenyzővel azonos eredményt ért el

## Birkózás

### Férfi
Kötöttfogású
| Versenyző           | Versenyszám | Selejtező         | Nyolcaddöntő                  | Negyeddöntő                | Elődöntő                   | Vigaszág első kör | Vigaszág elődöntő | Bronz- mérkőzés              | Döntő             | Helyezés |
| Versenyző           | Versenyszám | Ellenfél Eredmény | Ellenfél Eredmény             | Ellenfél Eredmény          | Ellenfél Eredmény          | Ellenfél Eredmény | Ellenfél Eredmény | Ellenfél Eredmény            | Ellenfél Eredmény | Helyezés |
| ------------------- | ----------- | ----------------- | ----------------------------- | -------------------------- | -------------------------- | ----------------- | ----------------- | ---------------------------- | ----------------- | -------- |
| Elmurat Taszmuradov | 59 kg       | erőnyerő          | Kristijan Fris (SRB) · 7–2    | Yun Won-Chol (PRK) · 9–0   | Ismael Borrero (CUB) · 1–4 |                   |                   | Arszen Eralijev (KGZ) · 13–8 |                   |          |
| Dilshod Turdiev     | 75 kg       | erőnyerő          | Viktor Nemeš (SRB) · 2–6      | kiesett                    | kiesett                    | kiesett           | kiesett           | kiesett                      | kiesett           | 14.      |
| Rusztam Asszakalov  | 85 kg       | erőnyerő          | Ben Provisor (USA) · 6–3      | Lőrincz Viktor (HUN) · 1–2 | kiesett                    | kiesett           | kiesett           | kiesett                      | kiesett           | 8.       |
| Muminjon Abdullaev  | 130 kg      | erőnyerő          | Szergej Szemjonov (RUS) · 0–3 | kiesett                    | kiesett                    | kiesett           | kiesett           | kiesett                      | kiesett           | 15.      |

Szabadfogású
| Versenyző            | Versenyszám | Selejtező                              | Nyolcaddöntő                 | Negyeddöntő                 | Elődöntő                      | Vigaszág első kör | Vigaszág elődöntő                  | Bronz- mérkőzés                      | Döntő             | Helyezés |
| Versenyző            | Versenyszám | Ellenfél Eredmény                      | Ellenfél Eredmény            | Ellenfél Eredmény           | Ellenfél Eredmény             | Ellenfél Eredmény | Ellenfél Eredmény                  | Ellenfél Eredmény                    | Ellenfél Eredmény | Helyezés |
| -------------------- | ----------- | -------------------------------------- | ---------------------------- | --------------------------- | ----------------------------- | ----------------- | ---------------------------------- | ------------------------------------ | ----------------- | -------- |
| Abbos Rakhmonov      | 57 kg       | Yowlys Bonne (CUB) · 0–10              | kiesett                      | kiesett                     | kiesett                       | kiesett           | kiesett                            | kiesett                              | kiesett           | 18.      |
| Ikhtiyor Navruzov    | 65 kg       | erőnyerő                               | Adam Batirov (BRN) · 7–7     | Franklin Gómez (PUR) · 8–5  | Szoszlan Ramonov (RUS) · 7–18 |                   |                                    | Ganzorigiin Mandakhnaran (MGL) · 8–7 |                   |          |
| Bekzod Abdurakhmonov | 74 kg       | erőnyerő                               | Anyiuar Gedujev (RUS) · 5–10 |                             |                               |                   | Jordan Burroughs (USA) · 11–1      | Cəbrayıl Həsənov (AZE) · 7–9         |                   | 5.       |
| Mogamed Ibragimov    | 97 kg       | Bedopassa Buassat (GBS) · 0–0, feladta | Soso Tamarau (NGR) · 13–0    | Xetaq Qazyumov (AZE) · 3–12 |                               |                   | Reza Jazdáni (IRI) · 5 kétvállas–0 | Valerij Andrijcev (UKR) · 6–4        |                   |          |

## Cselgáncs
Férfi
| Versenyző           | Versenyszám  | Selejtező                                   | 32-es főtábla                         | Nyolcaddöntő                             | Negyeddöntő                             | Elődöntő                                  | Vigaszág elődöntő                    | Bronz- mérkőzés                           | Döntő             | Helyezés |
| Versenyző           | Versenyszám  | Ellenfél Eredmény                           | Ellenfél Eredmény                     | Ellenfél Eredmény                        | Ellenfél Eredmény                       | Ellenfél Eredmény                         | Ellenfél Eredmény                    | Ellenfél Eredmény                         | Ellenfél Eredmény | Helyezés |
| ------------------- | ------------ | ------------------------------------------- | ------------------------------------- | ---------------------------------------- | --------------------------------------- | ----------------------------------------- | ------------------------------------ | ----------------------------------------- | ----------------- | -------- |
| Diyorbek Urozboev   | Légsúly      | erőnyerő                                    | Joshua Katz (AUS) · 100(0)-000(0)     | Ludovic Chammartin (SUI) · 011(3)-000(2) | Jeldosz Szmetov (KAZ) · 000(1)–001(1)   |                                           | Felipe Kitadai (BRA) · 100(1)-000(2) | Amiran Papinashvili (GEO) · 001(2)-000(1) |                   |          |
| Rishod Sobirov      | Harmatsúly   | erőnyerő                                    | Dmitry Shershan (BLR) · 001(1)-000(1) | Jayme Mata (ARU) · 100(0)-000(0)         | An Baul (KOR) · 000(2)–010(1)           |                                           | Wander Mateo (DOM) · 100(2)-000(0)   | Adrian Gomboc (SLO) · 1100(0)-000(0)      |                   |          |
| Mirali Sharipov     | Könnyűsúly   | erőnyerő                                    | Dex Elmont (NED) · 000(1)–010(1)      | kiesett                                  | kiesett                                 | kiesett                                   |                                      |                                           |                   | 17.      |
| Shakhzodbek Sabirov | Váltósúly    | erőnyerő                                    | Josateki Naulu (FIJ) · 100(1)-001(0)  | Travis Stevens (USA) · 000(2)–101(1)     | kiesett                                 | kiesett                                   |                                      |                                           |                   | 9.       |
| Sherali Juraev      | Középsúly    | Abderrahmane Benamadi (ALG) · 000(1)-000(2) | Marcus Nyman (SWE) · 001(1)–101(0)    | kiesett                                  | kiesett                                 | kiesett                                   |                                      |                                           |                   | 17.      |
| Soyib Kurbonov      | Félnehézsúly | Artem Blosenko (UKR) · 000(0)–100(1)        | kiesett                               | kiesett                                  | kiesett                                 | kiesett                                   |                                      |                                           |                   | 33.      |
| Abdullo Tangriyev   | Nehézsúly    |                                             | Derek Sua (SAM) · 100(0)-000(3)       | Daniel Natea (ROU) · 110(1)-000(1)       | Jurij Krakoveckij (KGZ) · 100(1)-001(0) | Haraszava Hiszajosi (JPN) · 000(4)–101(1) |                                      | Rafael Silva (BRA) · 000(2)–001(1)        |                   | 5.       |

Női
| Versenyző           | Versenyszám | Selejtező                               | Nyolcaddöntő      | Negyeddöntő       | Elődöntő          | Vigaszág elődöntő | Bronz- mérkőzés   | Döntő             | Helyezés |
| Versenyző           | Versenyszám | Ellenfél Eredmény                       | Ellenfél Eredmény | Ellenfél Eredmény | Ellenfél Eredmény | Ellenfél Eredmény | Ellenfél Eredmény | Ellenfél Eredmény | Helyezés |
| ------------------- | ----------- | --------------------------------------- | ----------------- | ----------------- | ----------------- | ----------------- | ----------------- | ----------------- | -------- |
| Gulnoza Matniyazova | Középsúly   | Katarzyna Piłocik (POL) · 000(2)–000(1) | kiesett           | kiesett           | kiesett           |                   |                   |                   | 17.      |

## Evezés
Férfi
| Versenyző            | Versenyszám  | Előfutam | Előfutam | Vigaszág | Vigaszág | Negyeddöntő | Negyeddöntő | Elődöntő | Elődöntő | Elődöntő | Döntő | Döntő   | Döntő | Helyezés |
| Versenyző            | Versenyszám  | Idő      | Hely.    | Idő      | Hely.    | Idő         | Hely.       | Típus    | Idő      | Hely.    | Típus | Idő     | Hely. | Helyezés |
| -------------------- | ------------ | -------- | -------- | -------- | -------- | ----------- | ----------- | -------- | -------- | -------- | ----- | ------- | ----- | -------- |
| Shakhboz Kholmurzaev | Egypárevezős | 7:25,03  | 4.       | 7:14,58  | 2.       | 7:09,99     | 6.          | C/D      | 7:26,04  | 4.       | D     | 7:04,78 | 4.    | 22.      |

## Kajak-kenu

### Gyorsasági
Férfi
| Versenyző                      | Versenyszám        | Előfutam | Előfutam | Előfutam | Elődöntő | Elődöntő | Elődöntő | Döntő | Döntő    | Döntő    | Helyezés |
| Versenyző                      | Versenyszám        | Idő      | Hely.    | Össz.    | Idő      | Hely.    | Össz.    | Típus | Idő      | Helyezés | Helyezés |
| ------------------------------ | ------------------ | -------- | -------- | -------- | -------- | -------- | -------- | ----- | -------- | -------- | -------- |
| Aleksey Mochalov               | Kajak egyes 1000 m | 3:34,469 | 4.       | 4.       | 3:36,968 | 5.       | 11.      | B     | 3:34,807 | 4.       | 12.      |
| Gerasim Kochnev                | Kenu egyes 1000 m  | 4:08,127 | 2.       | 9.       | 3:59,486 | 3.       | 3.       | A     | 4:04,205 | 6.       | 6.       |
| Gerasim Kochnev Serik Mirbekov | Kenu kettes 1000 m | 4:00,330 | 6.       | 9.       | 3:40,772 | 2.       | 3.       | A     | 3:52,920 | 8.       | 8.       |

Női
| Versenyző       | Versenyszám       | Előfutam | Előfutam | Előfutam | Elődöntő | Elődöntő | Elődöntő | Döntő   | Döntő   | Döntő    | Helyezés |
| Versenyző       | Versenyszám       | Idő      | Hely.    | Össz.    | Idő      | Hely.    | Össz.    | Típus   | Idő     | Helyezés | Helyezés |
| --------------- | ----------------- | -------- | -------- | -------- | -------- | -------- | -------- | ------- | ------- | -------- | -------- |
| Olga Umaralieva | Kajak egyes 200 m | 42,525   | 7.       | 22.      | kiesett  | kiesett  | kiesett  | kiesett | kiesett | kiesett  | 25.      |

## Ökölvívás
Férfi
| Versenyző              | Versenyszám     | Selejtező                  | Nyolcaddöntő                   | Negyeddöntő                       | Elődöntő                        | Döntő                              | Helyezés |
| Versenyző              | Versenyszám     | Ellenfél Eredmény          | Ellenfél Eredmény              | Ellenfél Eredmény                 | Ellenfél Eredmény               | Ellenfél Eredmény                  | Helyezés |
| ---------------------- | --------------- | -------------------------- | ------------------------------ | --------------------------------- | ------------------------------- | ---------------------------------- | -------- |
| Hasanboy Dusmatov      | Papírsúly       | erőnyerő                   | Joselito Velázquez (MEX) · 3-0 | Birzsan Zsakipov (KAZ) · 3-0      | Nico Hernández (USA) · 3-0      | Yuberjén Martínez (COL) · 3-0      |          |
| Shakhobidin Zoirov     | Légsúly         | Brendan Irvine (IRL) · 3-0 | Antonio Vargas (USA) · 3-0     | Elvin Məmişzadə (AZE) · 3-0       | Yoel Finol (VEN) · 3-0          | Mihail Alojan (RUS) · 3-0 kizárták |          |
| Murodjon Akhmadaliev   | Harmatsúly      | erőnyerő                   | Kayrat Yeraliyev (KAZ) · 3-0   | Alberto Melián (ARG) · RSC        | Robeisy Ramírez (CUB) · 0-3     | kiesett                            |          |
| Xurshid Tojibaev       | Könnyűsúly      | Hakan Erşeker (QAT) · 3-0  | Joseph Cordina (GBR) · 2-0     | Robson Conceição (BRA) · 0-3      | kiesett                         | kiesett                            | 5.       |
| Fazliddin Gʻoibnazarov | Kisváltósúly    | Dival Malonga (CGO) · RSC  | Manodzs Kumár (IND) · 3-0      | Gary Russell (USA) · 2-1          | Vitalij Dunajcev (RUS) · 2-1    | Lorenzo Sotomayor (AZE) · 2-1      |          |
| Shakhram Giyasov       | Váltósúly       | Youba Sissokho (ESP) · 3-0 | Eimantas Stanionis (LTU) · 3-0 | Roniel Iglesias (CUB) · 3-0       | Mohammed Rabii (MAR) · 3-0      | Danyijar Jeleuszinov (KAZ) · 0-3   |          |
| Bektemir Melikuziev    | Középsúly       | erőnyerő                   | Daniel Lewis (AUS) · 3-0       | Krisna Vikász (IND) · 3-0         | Misael Rodríguez (MEX) · 3-0    | Arlen López (CUB) · 0-3            |          |
| Elshod Rasulov         | Félnehézsúly    | erőnyerő                   | Joshua Buatsi (GBR) · KO       | kiesett                           | kiesett                         | kiesett                            | 9.       |
| Rustam Tulaganov       | Nehézsúly       | erőnyerő                   | Julio Castillo (ECU) · 3-0     | Abdulkadir Abdullayev (AZE) · 3-0 | Jevgenyij Tiscsenko (RUS) · 0-3 | kiesett                            |          |
| Bakhodir Jalolov       | Szupernehézsúly | erőnyerő                   | Edgar Muñoz (VEN) · RSC        | Joe Joyce (GBR) · 0-3             | kiesett                         | kiesett                            | 5.       |

Női
| Versenyző          | Versenyszám | Selejtező                | Negyeddöntő       | Elődöntő          | Döntő             | Helyezés |
| Versenyző          | Versenyszám | Ellenfél Eredmény        | Ellenfél Eredmény | Ellenfél Eredmény | Ellenfél Eredmény | Helyezés |
| ------------------ | ----------- | ------------------------ | ----------------- | ----------------- | ----------------- | -------- |
| Yodgoroy Mirzayeva | Légsúly     | Mandy Bujold (CAN) · 0-3 | kiesett           | kiesett           | kiesett           | 9.       |

## Sportlövészet
Férfi
| Versenyző        | Versenyszám | Selejtező | Selejtező | Döntő   | Döntő    |
| Versenyző        | Versenyszám | Pont      | Helyezés  | Pont    | Helyezés |
| ---------------- | ----------- | --------- | --------- | ------- | -------- |
| Vadim Skorovarov | Légpuska    | 620,9     | 28.       | kiesett | kiesett  |

## Súlyemelés
Férfi
| Versenyző             | Versenyszám | Szakítás | Szakítás | Lökés    | Lökés    | Összesen | Helyezés |
| Versenyző             | Versenyszám | Eredmény | Helyezés | Eredmény | Helyezés | Összesen | Helyezés |
| --------------------- | ----------- | -------- | -------- | -------- | -------- | -------- | -------- |
| Doston Yokubov        | 69 kg       | 137      | 17.      | 176      | 12.      | 313      | 14.      |
| Ruslan Nurudinov      | 105 kg      | 194      | 2.       | 237      | 1.       | 431      |          |
| Ivan Yefremov         | 105 kg      | 194      | 1.       | 220      | 8.       | 414      | 5.       |
| Rustam Djangabaev     | +105 kg     | 195      | 5.       | 237      | 8.       | 432      | 6.       |
| Sardorbek Dustmurotov | +105 kg     | 179      | 19.      | 232      | 9.       | 411      | 11.      |

## Taekwondo
Férfi
| Versenyző         | Versenyszám | Nyolcaddöntő                  | Negyeddöntő             | Elődöntő                    | Vigaszág elődöntő | Bronz- mérkőzés                         | Döntő             | Helyezés |
| Versenyző         | Versenyszám | Ellenfél Eredmény             | Ellenfél Eredmény       | Ellenfél Eredmény           | Ellenfél Eredmény | Ellenfél Eredmény                       | Ellenfél Eredmény | Helyezés |
| ----------------- | ----------- | ----------------------------- | ----------------------- | --------------------------- | ----------------- | --------------------------------------- | ----------------- | -------- |
| Nikita Rafalovich | Váltósúly   | Oussama Oueslati (TUN) · 8-11 | kiesett                 | kiesett                     |                   |                                         |                   | 11.      |
| Dmitry Shokin     | Nehézsúly   | Qiao Sen (CHN) · 15-8         | Rafael Alba (CUB) · 1-1 | Abdoul Issoufou (NIG) · 2-8 |                   | Csha Dongmin (Cha Dong-min) (KOR) · 3-4 |                   | 5.       |

Női
| Versenyző           | Versenyszám | Nyolcaddöntő               | Negyeddöntő                | Elődöntő          | Vigaszág elődöntő | Bronz- mérkőzés   | Döntő             | Helyezés |
| Versenyző           | Versenyszám | Ellenfél Eredmény          | Ellenfél Eredmény          | Ellenfél Eredmény | Ellenfél Eredmény | Ellenfél Eredmény | Ellenfél Eredmény | Helyezés |
| ------------------- | ----------- | -------------------------- | -------------------------- | ----------------- | ----------------- | ----------------- | ----------------- | -------- |
| Nigora Tursunkulova | Váltósúly   | Elin Johansson (SWE) · 2-2 | Fəridə Əzizova (AZE) · 1-5 | kiesett           |                   |                   |                   | 9.       |

## Tenisz
Férfi
| Versenyző     | Versenyszám | 64-es főtábla                 | 32-es főtábla     | Nyolcaddöntő      | Negyeddöntő       | Elődöntő          | Bronz- mérkőzés   | Döntő             | Helyezés |
| Versenyző     | Versenyszám | Ellenfél Eredmény             | Ellenfél Eredmény | Ellenfél Eredmény | Ellenfél Eredmény | Ellenfél Eredmény | Ellenfél Eredmény | Ellenfél Eredmény | Helyezés |
| ------------- | ----------- | ----------------------------- | ----------------- | ----------------- | ----------------- | ----------------- | ----------------- | ----------------- | -------- |
| Denis Istomin | Egyes       | David Ferrer (ESP) · 2-6, 1-6 | kiesett           | kiesett           | kiesett           | kiesett           | kiesett           | kiesett           | 33.      |

## Torna
Férfi
| Versenyző   | Versenyszám      | Selejtező | Selejtező | Döntő    | Döntő    |
| Versenyző   | Versenyszám      | Pontszám  | Helyezés  | Pontszám | Helyezés |
| ----------- | ---------------- | --------- | --------- | -------- | -------- |
| Anton Fokin | Talaj            | 11,800    | 71.       | kiesett  | kiesett  |
| Anton Fokin | Korlát           | 15,466    | 12.       | kiesett  | kiesett  |
| Anton Fokin | Nyújtó           | 13,866    | 48.       | kiesett  | kiesett  |
| Anton Fokin | Gyűrű            | 13,966    | 48.       | kiesett  | kiesett  |
| Anton Fokin | Lólengés         | 14,333    | 28.       | kiesett  | kiesett  |
| Anton Fokin | Egyéni összetett | 83,831    | 37.       | kiesett  | kiesett  |

Női
| Versenyző          | Versenyszám | Selejtező | Selejtező | Döntő    | Döntő    |
| Versenyző          | Versenyszám | Pontszám  | Helyezés  | Pontszám | Helyezés |
| ------------------ | ----------- | --------- | --------- | -------- | -------- |
| Oksana Chusovitina | Ugrás       | 14,999    | 5.        | 14,833   | 7.       |
| Oksana Chusovitina | Gerenda     | 13,300    | 50.       | kiesett  | kiesett  |

### Ritmikus gimnasztika
| Versenyző             | Versenyszám | Selejtező | Selejtező | Selejtező | Selejtező | Selejtező | Selejtező | Selejtező | Selejtező | Selejtező | Selejtező | Döntő   | Döntő   | Döntő   | Döntő   | Döntő    | Döntő    | Döntő   | Döntő   | Döntő    | Döntő    | Helyezés |
| Versenyző             | Versenyszám | Karika    | Karika    | Labda     | Labda     | Buzogány  | Buzogány  | Szalag    | Szalag    | Összesen  | Összesen  | Karika  | Karika  | Labda   | Labda   | Buzogány | Buzogány | Szalag  | Szalag  | Összesen | Összesen | Helyezés |
| Versenyző             | Versenyszám | Pont      | Hely.     | Pont      | Hely.     | Pont      | Hely.     | Pont      | Hely.     | Pont      | Hely.     | Pont    | Hely.   | Pont    | Hely.   | Pont     | Hely.    | Pont    | Hely.   | Pont     | Hely.    | Helyezés |
| --------------------- | ----------- | --------- | --------- | --------- | --------- | --------- | --------- | --------- | --------- | --------- | --------- | ------- | ------- | ------- | ------- | -------- | -------- | ------- | ------- | -------- | -------- | -------- |
| Anastasiya Serdyukova | Egyéni      | 17,166    | 16.       | 17,100    | 17.       | 17,316    | 17.       | 16,908    | 16.       | 68,490    | 17.       | kiesett | kiesett | kiesett | kiesett | kiesett  | kiesett  | kiesett | kiesett | kiesett  | kiesett  | 17.      |

| Versenyző                                                                         | Versenyszám | Selejtező | Selejtező | Selejtező              | Selejtező              | Selejtező | Selejtező | Döntő    | Döntő    | Döntő                  | Döntő                  | Döntő    | Döntő    | Helyezés |
| Versenyző                                                                         | Versenyszám | 5 szalag  | 5 szalag  | 3 buzogány és 2 karika | 3 buzogány és 2 karika | Összesen  | Összesen  | 5 szalag | 5 szalag | 3 buzogány és 2 karika | 3 buzogány és 2 karika | Összesen | Összesen | Helyezés |
| Versenyző                                                                         | Versenyszám | Pont      | Hely.     | Pont                   | Hely.                  | Pont      | Hely.     | Pont     | Hely.    | Pont                   | Hely.                  | Pont     | Hely.    | Helyezés |
| --------------------------------------------------------------------------------- | ----------- | --------- | --------- | ---------------------- | ---------------------- | --------- | --------- | -------- | -------- | ---------------------- | ---------------------- | -------- | -------- | -------- |
| Samira Amirova Valeriya Davidova Luiza Ganieva Zarina Kurbonova Marta Rostoburova | Csapat      | 14,416    | 13.       | 16,750                 | 9.                     | 31,166    | 12.       | kiesett  | kiesett  | kiesett                | kiesett                | kiesett  | kiesett  | 12.      |

### Trambulin
| Versenyző        | Versenyszám | Selejtező | Selejtező | Döntő    | Döntő    |
| Versenyző        | Versenyszám | Pontszám  | Helyezés  | Pontszám | Helyezés |
| ---------------- | ----------- | --------- | --------- | -------- | -------- |
| Yekaterina Xilko | Női         | 97,525    | 12.       | kiesett  | kiesett  |

## Úszás
Férfi
| Versenyző          | Versenyszám | Előfutam | Előfutam | Előfutam | Elődöntő | Elődöntő | Elődöntő | Döntő   | Döntő    |
| Versenyző          | Versenyszám | Idő      | Hely.    | Össz.    | Idő      | Hely.    | Össz.    | Idő     | Helyezés |
| ------------------ | ----------- | -------- | -------- | -------- | -------- | -------- | -------- | ------- | -------- |
| Vladislav Mustafin | 100 m mell  | 1:01,66  | 6.       | 34.      | kiesett  | kiesett  | kiesett  | kiesett | kiesett  |

Női
| Versenyző       | Versenyszám  | Előfutam | Előfutam | Előfutam | Elődöntő | Elődöntő | Elődöntő | Döntő   | Döntő    |
| Versenyző       | Versenyszám  | Idő      | Hely.    | Össz.    | Idő      | Hely.    | Össz.    | Idő     | Helyezés |
| --------------- | ------------ | -------- | -------- | -------- | -------- | -------- | -------- | ------- | -------- |
| Ranohon Amanova | 200 m vegyes | 2:18,97  | 8.       | 38.      | kiesett  | kiesett  | kiesett  | kiesett | kiesett  |
| Ranohon Amanova | 400 m vegyes | 4:52,15  | 6.       | 33.      |          |          |          | kiesett | kiesett  |